# Iton
Iton je 132 km dolga reka v Normandiji, levi pritok Eure. Izvira v pokrajini Perche, v bližini kraja Moulins-la-Marche.
Pri kraju Orvaux ponikne, po 10 km pa pri Glisollesu ponovno pride na površje. V reko Eure se izliva v Acquignyju južno od Louviersa.

### Departmaji in kraji
Reka Iton teče skozi naslednje departmaje in kraje: 
- Orne: Crulai, Chandai,
- Eure: Bourth, Breteuil, Damville, La Bonneville-sur-Iton, Évreux.